# Chris Dagnall
Christopher Dagnall (Liverpool, 15 aprile 1986) è un calciatore inglese, attaccante del Lancaster City.

## Palmarès

### Club

#### Competizioni nazionali
- Coppa di Scozia: 1

Hibernian: 2015-2016